# 松山大學
松山大學（日语：／ Matsuyama daigaku）是一所位於日本愛媛縣的私立大學。該校的前身為松山高等商業學校，於1923年由松山出身的大阪實業家新田長次郎所創立。

## 概要

### 教育理念
松山大學的建校精神是真實、忠實、實用，該校將這三個傳統合稱「三實」，並以此作為校訓。

## 沿革
- 1923年 松山高等商業學校創立，首任校長為前大阪高等商業學校校長to be in 加藤彰廉。
- 1944年 更名松山經濟專門學校。
- 1949年 伴隨學制改革（日语：学制改革），改組為新制的松山商科大學，設商經學部。
- 1962年 商經學部分割為經濟學部及經營學部。
- 1972年 大學院經濟學研究科設置。
- 1974年 設立人文學部。
- 1979年 大學院經營學研究科設置。
- 1988年 設立法學部。
- 1989年 更名松山大學。
- 2006年 大學院社會學研究科設置、設立藥學部。
- 2007年 大學院語言溝通研究科設置。
- 2014年 大學院醫療藥學研究科設置。
- 2020年 大學院法學研究科設置。

## 組織

### 學部
- 經濟學部
  - 經濟學科
- 經營學部
  - 經營學科
- 人文學部
  - 英語英美文學科
  - 社會學科
- 法學部
  - 法學科
- 藥學部
  - 醫療藥學科（六年制）

### 大學院
- 經濟學研究科
  - 經濟學專攻
- 經營學研究科
  - 經營學專攻
- 語言溝通研究科
  - 英語溝通專攻
- 社會學研究科
  - 社會學專攻
- 法學研究科
  - 法學專攻
- 醫療藥學研究科
  - 醫療藥學專攻

### 附屬機關
- 職業中心
- 國際中心
- 圖書館
- 綜合研究所

## 對外關係

### 國內
松山大學與下列學校設有學分互換制度：
- 札幌學院大學
- 南山大學
- 甲南大學
- 岡山商科大學
- 愛媛大學
- 東京經濟大學
- 大阪經濟大學
- 沖繩國際大學
- 放送大學

### 海外
松山大學與下列海外學校有合作關係：
- 澳大利亞
  - 格里菲斯大學
- 加拿大
  - 維多利亞大學
- 中國
  - 青島大學
  - 復旦大學
  - 上海師範大學
  - 上海財經大學
- 德國
  - 佛萊堡大學
- 英國
  - 坎特伯雷大學
- 韓國
  - 建國大學
  - 平澤大學
- 台灣
  - 國立高雄大學
- 美國
  - SIT研究生學院（英语：SIT Graduate Institute）
  - 夏威夷大學

## 系列校
- 松山短期大學

## 外部連結
- （日語）松山大學 （页面存档备份，存于）
- （日語）溫山會 （页面存档备份，存于）（松山大學的校友會）
- （日語）松山大學生活協同組合 （页面存档备份，存于）
- 松山大學的X（前Twitter）
- 松山大學的Instagram帳戶